# Maksymilian (książę Saksonii)
Maksymilian Wilhelm August Albert Karol Grzegorz Odon Wettyn (niem. Prinz Maximilian von Sachsen, Herzog zu Sachsen) (ur. 17 listopada 1870 w Dreźnie, zm. 12 stycznia 1951 we Fryburgu – siódme dziecko Jerzego I i infantki portugalskiej Marii Anny. Młodszy brat ostatniego króla Saksonii Fryderyka Augusta III; ksiądz rzymskokatolicki.

## Dzieciństwo i kapłaństwo
Książę Maksymilian był siódmym dzieckiem i trzecim synem przedostatniego króla Saksonii Jerzego I i Marii Anny Portugalskiej; wychowany w wierze rzymskokatolickiej. 26 lipca 1896 roku pomimo sprzeciwu rodziny, książę wstąpił do seminarium, a następnie został wyświęcony na kapłana. Zrzekł się roszczenia do tronu Saksonii i otrzymywania apanaży.

## Wykształcenie
W styczniu 1899 roku książę Maksymilian został doktorem teologii na Uniwersytecie w Würzburgu. 21 sierpnia 1900 roku po posłudze duszpasterskiej w Norymberdze przyjął stanowisko profesora prawa kanonicznego na Uniwersytecie we Fryburgu.
Pod koniec 1910 roku książę Maksymilian wywołał kontrowersje, publikując artykuł w prasie kościelnej dotyczący zjednoczenia Kościołów wschodnich z Kościołem rzymskokatolickim. Twierdził on, że pewne dogmaty powinny zostać uchylone w celu powrotu Kościołów wschodnich do Kościoła rzymskokatolickiego. Po tym wydarzeniu został wezwany na spotkanie z papieżem Piusem X, po którym wycofał się z opublikowanych treści i wyraził bezwarunkową zgodność co do doktryny kościelnej.

## Wojna
Podczas I wojny światowej książę Maksymilian posługiwał jako kapelan wojskowy wśród żołnierzy francuskich.

## Odznaczenia
- Krzyż Wielki Orderu Świętego Stefana (1891, Austro-Węgry)[10]

## Genealogia
| Prapradziadkowie                               | elektor Saksonii Fryderyk Krystian Wettyn (1722-1763) ∞ 1747 Maria Antonina Wittelsbach (1724-1780) | książę Parmy Ferdynand I Parmeński (1751-1802) ∞1769 Maria Amalia Habsburg (1746-1804) | Fryderyk Michał Wittelsbach (Pfalz-Birkenfeld) (1724-1767) ∞1746 Maria Franciszka Wittelsbach (Pfalz-Sulzbach) (1724-1794) | Karol Ludwik Badeński (1755–1801) ∞1775 Amalia Fryderyka Hessen-Darmstadt (1754-1832)                   | Franciszek Sachsen-Coburg-Saalfeld (1750-1806) ∞1777 Augusta Reuss-Ebersdorf (1757-1831)            | Franciszek Józef Koháry (1760 – 1826) ∞1792 Maria Antonia Waldstein-Wartenberg (1771-1854)          | król Portugalii Jan VI Bragança (1767-1826) ∞1785 Karolina Joachima Burbon (1775-1830)              | cesarz Austrii Franciszek II Habsburg (1768-1835) ∞ 1790 Maria Teresa Burbon-Sycylijska (1772-1807) |
| Pradziadkowie                                  | Maksymilian Wettyn (1759-1838) ∞1792 Karolina Burbon-Parmeńska (1770-1804)                          | Maksymilian Wettyn (1759-1838) ∞1792 Karolina Burbon-Parmeńska (1770-1804)             | król Bawarii Maksymilian I Józef Wittelsbach (1756-1825) ∞ 1797 Karolina Fryderyka Badeńska (1776-1841)                    | król Bawarii Maksymilian I Józef Wittelsbach (1756-1825) ∞ 1797 Karolina Fryderyka Badeńska (1776-1841) | Ferdynand Koburg (1785-1851) ∞ 1815 Maria Antonia Koháry (1797-1862)                                | Ferdynand Koburg (1785-1851) ∞ 1815 Maria Antonia Koháry (1797-1862)                                | cesarz Brazylii Piotr I Bragança (1798-1834) ∞ 1817 Maria Leopoldyna Habsburg (1797-1826)           | cesarz Brazylii Piotr I Bragança (1798-1834) ∞ 1817 Maria Leopoldyna Habsburg (1797-1826)           |
| Dziadkowie                                     | król Saksonii Jan Wettyn (1801-1873) ∞1822 Amelia Augusta Wittelsbach (1801-1877)                   | król Saksonii Jan Wettyn (1801-1873) ∞1822 Amelia Augusta Wittelsbach (1801-1877)      | król Saksonii Jan Wettyn (1801-1873) ∞1822 Amelia Augusta Wittelsbach (1801-1877)                                          | król Saksonii Jan Wettyn (1801-1873) ∞1822 Amelia Augusta Wittelsbach (1801-1877)                       | król Portugalii Ferdynand II Koburg (1819-1885) ∞1836 królowa Portugalii Maria Bragança (1819-1853) | król Portugalii Ferdynand II Koburg (1819-1885) ∞1836 królowa Portugalii Maria Bragança (1819-1853) | król Portugalii Ferdynand II Koburg (1819-1885) ∞1836 królowa Portugalii Maria Bragança (1819-1853) | król Portugalii Ferdynand II Koburg (1819-1885) ∞1836 królowa Portugalii Maria Bragança (1819-1853) |
| Rodzice                                        | król Saksonii Jerzy I Wettyn (1832-1904) ∞1859 Maria Anna Bragança (1843–1884)                      | król Saksonii Jerzy I Wettyn (1832-1904) ∞1859 Maria Anna Bragança (1843–1884)         | król Saksonii Jerzy I Wettyn (1832-1904) ∞1859 Maria Anna Bragança (1843–1884)                                             | król Saksonii Jerzy I Wettyn (1832-1904) ∞1859 Maria Anna Bragança (1843–1884)                          | król Saksonii Jerzy I Wettyn (1832-1904) ∞1859 Maria Anna Bragança (1843–1884)                      | król Saksonii Jerzy I Wettyn (1832-1904) ∞1859 Maria Anna Bragança (1843–1884)                      | król Saksonii Jerzy I Wettyn (1832-1904) ∞1859 Maria Anna Bragança (1843–1884)                      | król Saksonii Jerzy I Wettyn (1832-1904) ∞1859 Maria Anna Bragança (1843–1884)                      |
| Maksymilian Wettyn (1870-1951) książę Saksonii | |                                                                                        | | | | | | |